# Mehlingen
Mehlingen település Németországban, Rajna-vidék-Pfalz tartományban. Lakosainak száma 3952 fő (2023. december 31.).

## Népesség
A település népességének változása:
| Lakosok száma | 2860 | 3828 | 3856 | 3879 | 3903 | 3952 |
|               | 1975 | 2017 | 2019 | 2021 | 2022 | 2023 |